# Rhopalopsole japonica
Rhopalopsole japonica är en bäcksländeart som beskrevs av Okamoto 1922. Rhopalopsole japonica ingår i släktet Rhopalopsole och familjen smalbäcksländor. Inga underarter finns listade i Catalogue of Life.